# Отрадный
Отра́дный — город в Самарской области России. Город областного значения, образует городской округ Отрадный.

## География

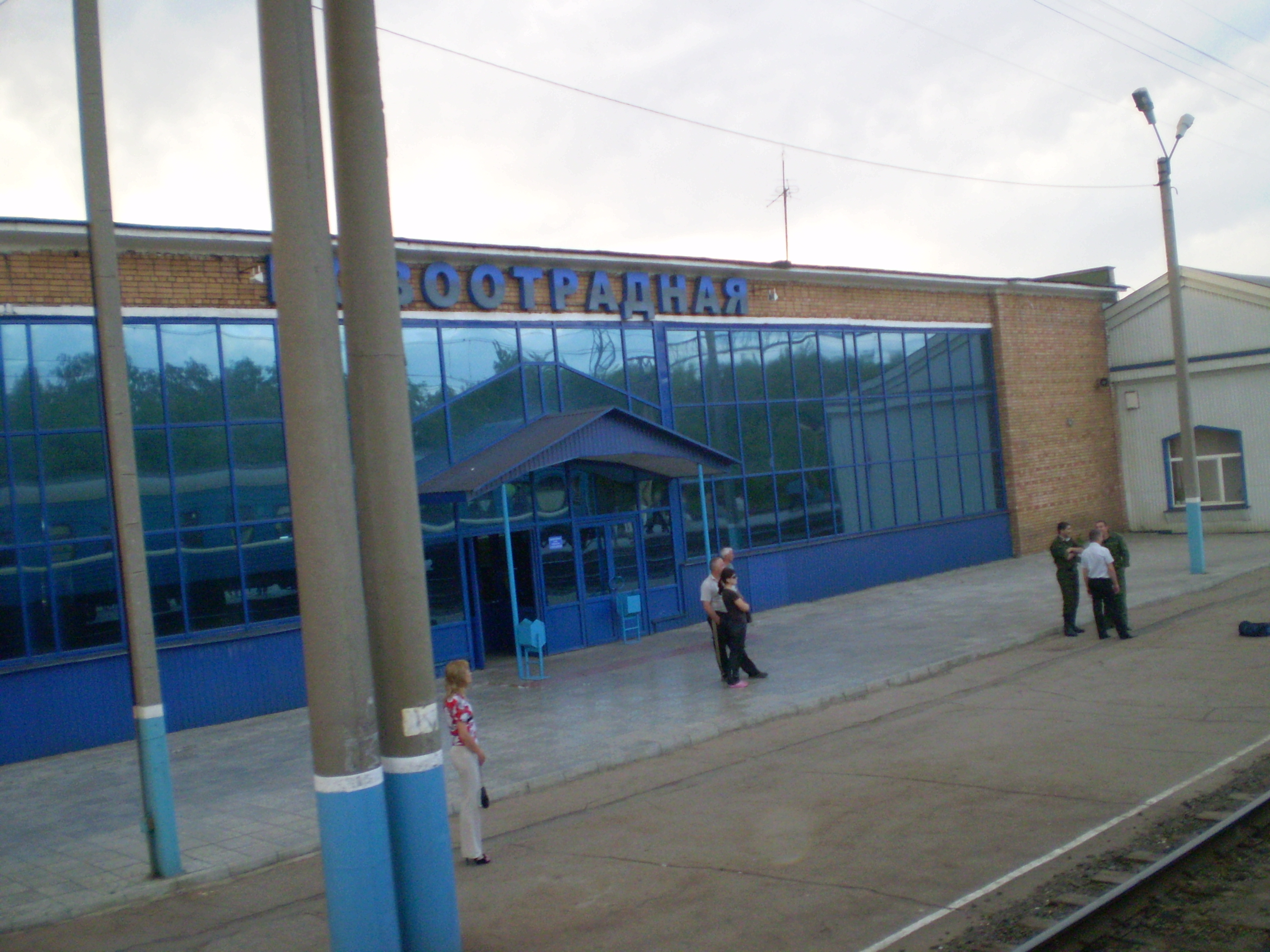
Станция Новоотрадная. Вид из окна поезда. 2009 г.

Расположен на левом берегу притока Самары — реки Большой Кинель. Областной центр город Самара находится в 93 км к юго-востоку. 

### Климат
Климат умеренно континентальный. Июль самый тёплый месяц в году со средней температурой 18,2 °C. Январь самый холодный месяц в году со средней температурой −15,1 °C. Среднегодовое количество осадков 570 мм. Находится на границе лесостепной и степной зон.

## История
Строительство на месте города началось в 1946 году, после открытия нефтяного месторождения. С 1956 года рабочий посёлок стал городом районного подчинения. С 13 июня 1958 года город Отрадный получил статус города областного подчинения.

## Население
| 1959    | 1967    | 1970    | 1979    | 1989    | 1992    | 1996    | 1998    | 2000    |
| ------- | ------- | ------- | ------- | ------- | ------- | ------- | ------- | ------- |
| 27 889  | ↗43 000 | ↗44 426 | ↗45 246 | ↗48 767 | ↗49 900 | ↗53 200 | ↗53 700 | ↘53 400 |
| 2001    | 2002    | 2003    | 2005    | 2006    | 2007    | 2008    | 2010    | 2011    |
| ↘53 300 | ↘50 048 | ↘50 000 | ↘49 100 | ↘48 900 | ↘48 500 | ↘48 012 | ↗48 356 | ↘48 289 |
| 2012    | 2013    | 2014    | 2015    | 2016    | 2017    | 2018    | 2019    | 2020    |
| ↘47 769 | ↘47 603 | ↘47 569 | ↗47 593 | ↘47 470 | ↗47 542 | ↘47 180 | ↘47 083 | ↘47 067 |
| 2021    |         |         |         |         |         |         |         |         |
| ↘46 984 |         |         |         |         |         |         |         |         |

Население на 1 января 2019 года: 78 083.
На 1 января 2025 года по численности населения город находился на 333-м месте из 1124 городов Российской Федерации.

### Национальный состав
Национальный состав по данным переписи 2010 года:
- Русские — 41620 (87,31 %)
- Мордва — 1882 (3,95 %)
- Татары — 1053 (2,21 %)
- Чуваши — 951(2 %)
- Украинцы — 686 (1,44 %)
- Немцы — 498 (1,04 %)
- Белорусы — 178 (0,37 %)
- Узбеки — 171 (0,36 %)
- Азербайджанцы — 146 (0,31 %)
- Другие национальности — 486 (1,80 %)

## Описание герба

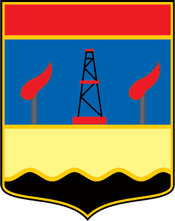
Герб (до 2004)

Герб города является официальным символом города Отрадного, геральдическое описание его гласит: «В лазоревом (синем, голубом) поле золотая буровая вышка, поставленная на оконечность. волнисто пересеченную золотом и чёрным, и сопровождаемая по сторонам двумя золотыми огнями». Золотые огни, сопровождающие по двум сторонам буровую вышку указывают на богатство недр окрестностей города нефтью и горючими газами.

## Экономика
ПАО «Завод Нефтемаш» с 2013 года входит в состав ООО «Уралмаш НГО Холдинг» г. Москва, производит буровое оборудование,
АО «Таркетт» — производство топлинга, линолеума,
Группа компаний «Росби» — сеть продуктовых «Радна», розничная торговля стройматериалами, сеть автозаправочных станций «Джентер», производство хлебобулочных изделий, мясных полуфабрикатов, кондитерские, охрана, молочное скотоводство,
ООО «Технолайн» — производство нетканых материалов, ковролина и т. д.
ООО «Реметалл» — переработка алюминия,
ООО «Отрадное», НПП «Бурение» — фирмы, оказывающие услуги по капитальному ремонту и бурению скважин,
ООО «Востокстрой» — строительство домов,
БПО «Отрадный» — база производственного обслуживания.
АО «Отрадненский ГПЗ» — завод по переработке попутного нефтяного газа (ПАО «Роснефть»).
АО «Надо» — изготовление натуральных наполнителей для кондитерской.

## Образование
6 школ (в том числе гимназия), нефтяной техникум (ОНТ), школа искусств (обучают художеству и музыке), художественная школа, ДМО, автошкола ДОСААФ России, ДЮСШ.

## Религия

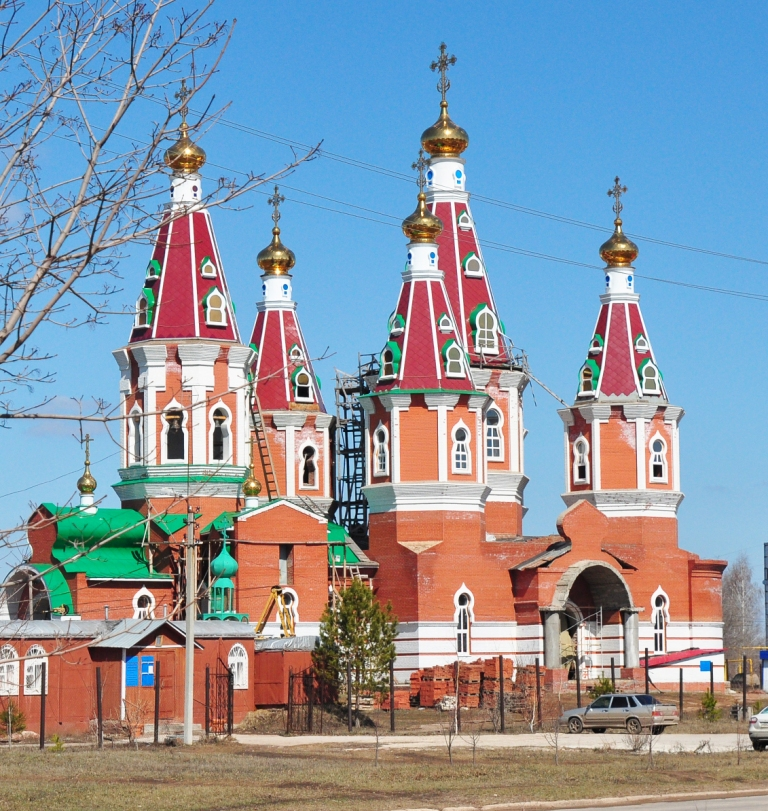
Кафедральный собор
Пантелеимона Целителя

Православные приходы, строится церковь Рождества Христова, расположен храм Великомученика и Целителя Пантелеймона — центр Отра́дненской и По́хвистневской епархий, планируется строительство небольшой мечети.

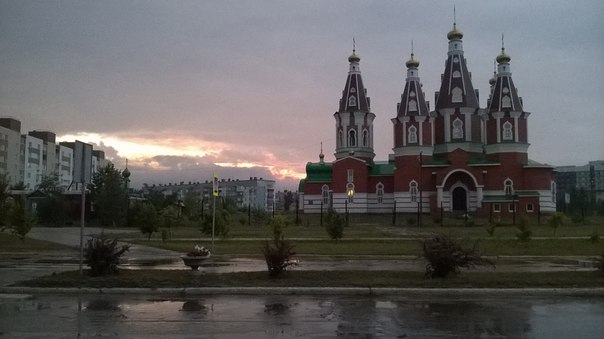
Пантелеймоновская церковь на закате

## Спорт
Футбольный клуб «Нефтяник» участвует в чемпионате Самарской области. Чемпион области 1996, 2009-14.
В сентябре 2011 г. зарегистрирована городская федерация волейбола.
В городе существует две команды по плаванию, участвующих в соревнованиях муниципального уровня в области.
В 2014 году открыт Ледовый дворец.

## СМИ
Телевидение: ТРК Отрадный, TV Вечерний Отрадный (нет с 2014 г.), ТВ-10 (Кинель-Черкассы);
Радиовещание:
| Частота МГц | Название     | Формат              | Мощн., кВт |
| ----------- | ------------ | ------------------- | ---------- |
| 98,8        | Авторадио    | Hot АС / Disco      | 0,1        |
| 99,5        | Европа Плюс  | Hot AC / CHR        | 0,1        |
| 100,7       | Радио Апрель | Retro / Pop         | 1          |
| 103,1       | Радио Дача   | Pop / Retro / Disco | 0,1        |

см. также Радиовещательные станции Самарской области.
Газеты: Рабочая Трибуна, Вестник Отрадного;
Интернет сообщества: «город Отрадный»

## Транспорт

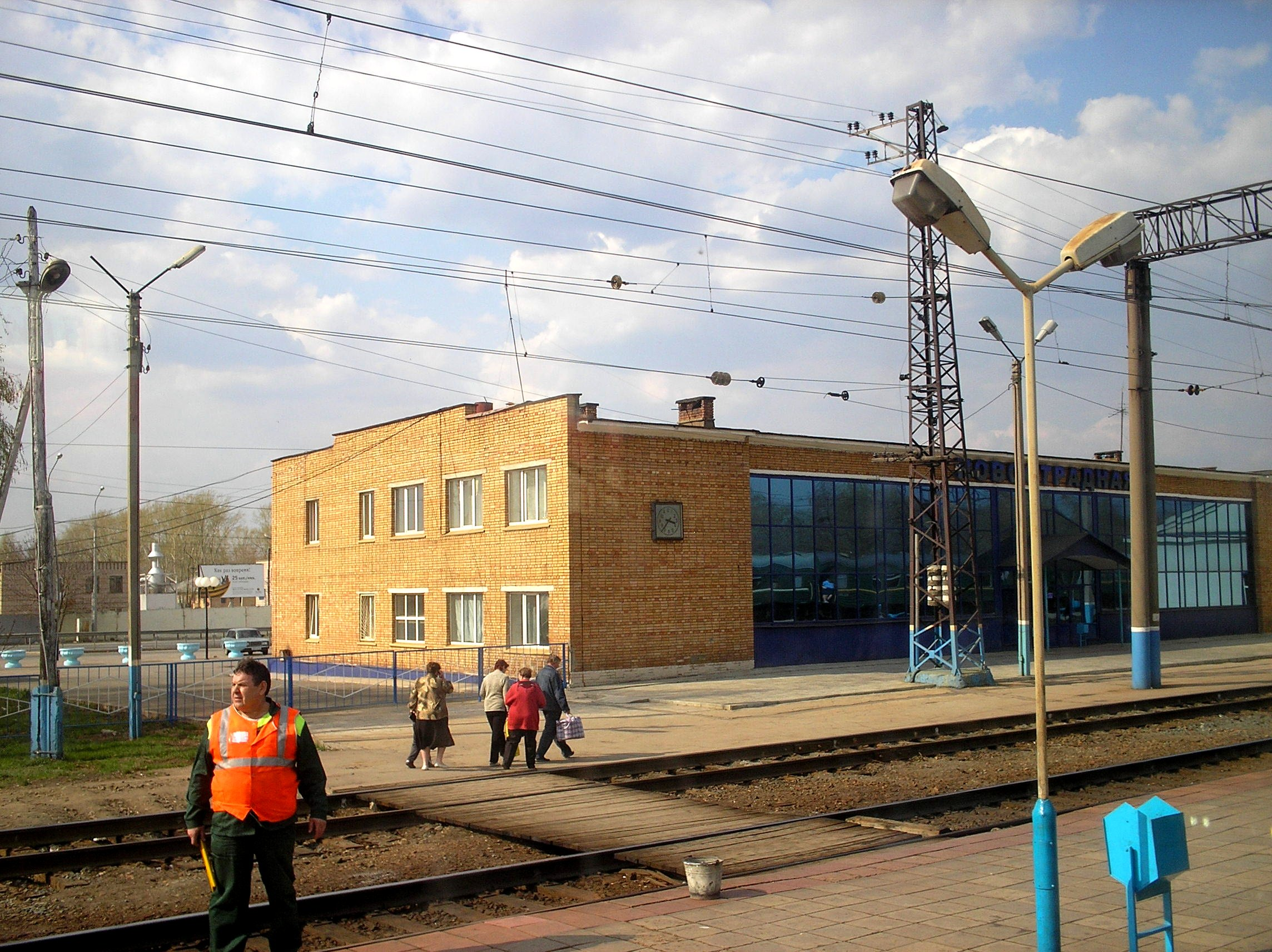

Железнодорожная станция Новоотрадная соединяет город с Самарой, Уфой, Абдулино, Кинель-Черкассами.
С автовокзала города автобусы ходят в Самару, Похвистнево, Алькино, Кинель-Черкассы.

## Известные уроженцы и жители
- Бережная, Любовь Ивановна —— советская гандболистка.
- Королёв, Владимир Николаевич —— советский и российский футболист.
- Лукьянов, Прокофий Максимович —— гвардии старшина, полный кавалер трёх орденов Солдатской славы.
- Сабирзянов, Абдула Сабирзянович —— рабочий, буровой мастер.
- Шереметов, Валерий Николаевич —— советский и российский футболист.